# Thành Thới B
Thành Thới B là một xã thuộc huyện Mỏ Cày Nam, tỉnh Bến Tre, Việt Nam.
Xã Thành Thới B có diện tích 13,74 km², dân số năm 1999 là 9.012 người, mật độ dân số đạt 656 người/km².